# Återvallsträsket
Återvallsträsket är en sjö i Värmdö kommun i Uppland och ingår i Norrström-Tyresåns kustområde. Sjön har en area på 0,297 kvadratkilometer och ligger 18 meter över havet.

## Delavrinningsområde
Återvallsträsket ingår i det delavrinningsområde (657401-697243) som SMHI kallar för Utloppet av Återvallsträsk. Medelhöjden är 34 meter över havet och ytan är 5,71 kvadratkilometer. Det finns inga avrinningsområden uppströms utan avrinningsområdet är högsta punkten. Avrinningsområdets utflöde mynnar i havet.